# 蘇瓦烏基省 (俄羅斯帝國)
蘇瓦烏基省（俄语：Сувальская Губения）是波蘭會議王國的一個省，位於王國的東北部，相當於今日立陶宛的南部、波蘭的東北部和白俄羅斯的西部。面積12,300平方公里。1897年人口582,900人。首府蘇瓦烏基。
1867年設省，下轄7縣。